# Fomoria deschkai
Fomoria deschkai is een vlinder uit de familie van de dwergmineermotten (Nepticulidae). De wetenschappelijke naam voor deze soort is voor het eerst voorgesteld als Trifurcula deschkai door Josef Wilhelm Klimesch in een publicatie uit 1978.

## Verspreiding
De soort komt voor in Griekenland.

## Waardplanten
De rups leeft op Hypericum hircinum en Hypericum triquetrifolium (Hypericaceae).